# سکسیفای
سکسیفای (لهستانی: Sex!fy) یا سکسی کردن، یک مجموعهٔ تلویزیونی کمدی سکسی لهستانی است که در سال ۲۰۲۱ توسط نتفلیکس منتشر شد. گفته می‌شود این سریال «پاسخ لهستان به مجموعهٔ تلویزیونی بریتانیایی آموزش جنسی به دلیل نحوه پرداختن به امور جنسی در یک محیط آموزشی» است.

## بازیگران
- الکساندرا اسکرابا
- ماریا سوبوچینسکا
- ساندرا دژیمالسکا
- ماوگوژاتا فورمنیاک
- سزاری پازورا
- اِوا شیکولسکا
- اِوا کُنستانتسیا بوئوخاک
- زبیگنیف زاماخوفسکی
- ماگدا گرانژیوفسکا
- بارتوش گلنر
- ماگدالنا شِـیبال
- وویچیخ سولاش
- آنا اوبرتس
- تومیرا کُوالیک
- آگنیشکا پِشِـپیورسکا
- سباستیان استانکیه‌ویچ
- آلدونا یانکوفسکا
- نیکودم رزبیتسکی